# Chlorophorus brevenotatus
Chlorophorus brevenotatus là một loài bọ cánh cứng trong họ Cerambycidae.